# Ateleopus indicus
Ateleopus indicus är en fiskart som beskrevs av Alcock, 1891. Ateleopus indicus ingår i släktet Ateleopus och familjen Ateleopodidae. Inga underarter finns listade.